# Half Alive (gruppo musicale)
Gli Half Alive (stilizzati come half•alive o h•a) sono una band statunitense di Long Beach formata nel 2016 e composta dal cantante Josh Taylor, dal batterista Brett Kramer e dal bassista J. Tyler Johnson. Il gruppo è meglio conosciuto per il singolo "still feel." e il suo video musicale. Il loro primo EP, 3, è stato pubblicato nel 2017, mentre il loro album di debutto, Now, Not Yet, è stato pubblicato nel 2019.

## Storia del gruppo

### 2016 – 2017: formazione della band ed EP di debutto
Josh Taylor era stato in precedenza il cantante in una band di Long Beach, chiamata "The Moderates". Nel novembre del 2015, Taylor ha annunciato di aver iniziato una sfida nella quale puntava a scrivere più canzoni possibili nel corso dei 7 mesi successivi, con l'obiettivo di arrivare a scriverne 50. Brett Kramer, che Taylor aveva conosciuto frequentando la stessa chiesa, si unì a lui nel progetto. Il duo ha deciso di formare una band nel 2016 mentre "osservavano le canzoni prendere forma".
In seguito allo scioglimento dei The Moderates, avvenuto il 10 aprile 2017, Taylor annunciò la creazione di un nuovo gruppo, gli "Half Alive". Il primo singolo della band, "The Fall", fu pubblicato il 24 aprile insieme al video musicale ed al loro EP di debutto, 3, registrato con l'aiuto di James Krausse. "Aawake at Night", il secondo singolo estratto da 3, è stato rilasciato il 6 novembre. Le tre canzoni contenute nell'EP hanno accumulato complessivamente 4 milioni di stream su Spotify a luglio 2018 ed hanno accumulato oltre 115 milioni di stream a febbraio 2023. Subito dopo l'uscita dell'EP il bassista J. Tyler Johnson entra nella band. Il suo ingresso nella band è stato cruciale per evitare di utilizzare suoni creati al computer nelle canzoni e nei concerti.

### 2018 – 2020: successo con "still feel.", firma con una major eNow, Not Yet
Il 3 agosto 2018 il gruppo ha pubblicato il singolo "still feel.", accompagnato da un video musicale. Il video ha attirato l'attenzione per la sua coreografia e cinematografia, diretta dal cantante ed eseguita dalla band e da JA Collective e ha ricevuto recensioni positive da Alternative Press, che ha definito la cinematografia "di prima classe", e Rock Sound, definendo la band "poliedrica". Il brano è stato inserito nella playlist "All Songs Considered" da NPR, che ha elogiato il suo video musicale, mentre la stazione radiofonica Triple J ha inserito il brano nelle tracce di "Best New Music". Grazie all'attenzione ricevuta dal brano, la band firma subito dopo un contratto discografico con l'etichetta RCA Records. Successivamente la band ha eseguito il suo primo concerto nell'ottobre 2018 a Los Angeles ed eseguito il primo tour da gennaio a febbraio 2019, negli Stati Uniti, in Canada e nel Regno Unito.
Il 18 gennaio 2019 la band ha pubblicato il singolo "arrow", accompagnato da un video musicale presentato in anteprima lo stesso giorno. Il singolo ha ricevuto l'attenzione di Time, che ha definito il brano come uno dei migliori della settimana del rilascio. Il mese successivo, il brano "still feel." è entrato nelle classifiche Hot Rock Songs, raggiungendo la 26ª posizione, e Alternative Songs, classificandosi 21º. Il 14 marzo la band ha fatto il suo debutto in televisione, suonando "still feel." in diretta nel programma Jimmy Kimmel Live!. La performance è stata ben accolta da Billboard, definendola "spettacolarmente orchestrata" e Rolling Stone, che l'ha ritenuta "abilmente coreografata". La band ha successivamente annunciato un tour mondiale con tappe previste da giugno a novembre in Australia, Nord America ed Europa.
Il 25 aprile il gruppo ha annunciato sui social media che avrebbe pubblicato tutta la discografia rilasciata fino a quel momento su un disco in vinile chiamato *7. Il disco è provvisto anche di una traccia introduttiva e di una canzone inedita intitolata "RUNAWAY". Il 13 giugno la band ha pubblicato il brano "RUNAWAY" come singolo insieme a un video musicale, insieme all'annuncio del loro album di debutto in studio, intitolato Now, Not Yet, con data di rilascio il 9 agosto. La band ha eseguito il brano dal vivo per la serie DSCVR di Vevo insieme ad "arrow", incorporando varie coreografie presenti nei loro video musicali. Il quarto singolo dell'album, "Pure Gold", prodotto da Ariel Rechtshaid, è stato pubblicato il 19 luglio insieme ad un video "colorato e giubilante". Un quinto singolo intitolato "ok ok?" è stato presentato in anteprima il 31 luglio nel programma Beats 1 di Zane Lowe. Nello stesso giorno è stato rilasciato anche un video musicale per la canzone.
Il trio ha pubblicato un EP intitolato "In Florescence" il 1 maggio 2020. L'EP contiene quattro tracce dell'album Now, Not Yet, rivisitate con la partecipazione di un'orchestra, ed è stato accompagnato da un documentario intitolato "Now, Not Yet: in Florescence", pubblicato su YouTube il 4 maggio.

### 2021 – presente:Give Me Your Shoulders eConditions of a Punk

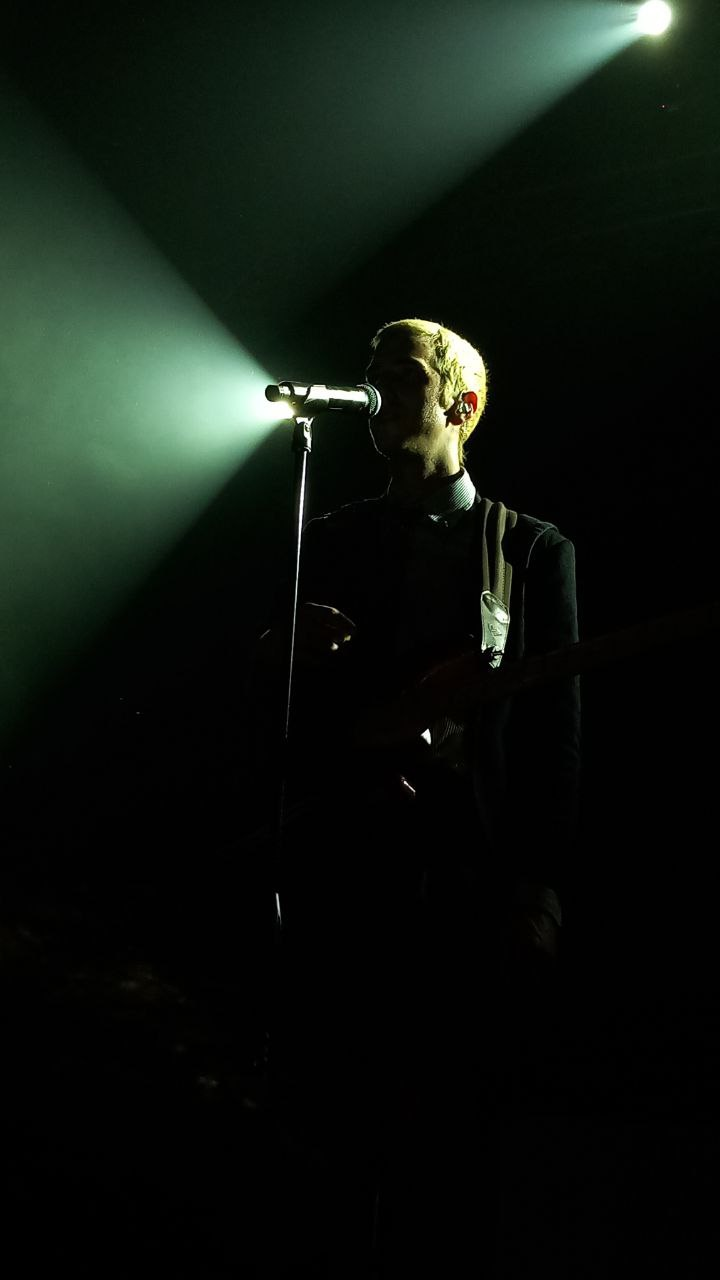
Il cantante Josh Taylor durante il tour mondiale di Conditions of a Punk.

Il 24 marzo 2021 il gruppo ha annunciato l'uscita di un nuovo singolo, intitolato "What's Wrong", rilasciato poi il 31 marzo insieme a un video musicale. Un secondo singolo, intitolato "TIME 2", è stato rilasciato il 26 maggio.
Il 26 giugno è stato annunciato che la band avrebbe accompagnato i Twenty One Pilots durante il Takeover Tour come band di apertura, dopo un anno e mezzo dall'ultima esibizione dal vivo avvenuta nel tour per Now, Not Yet nel novembre 2019. Il 23 luglio la band ha pubblicato un terzo singolo intitolato "Summerland", accompagnato successivamente da un video musicale interpretato dall'attrice Fivel Stewart. Il quarto singolo, "Make of It", è stato rilasciato il 16 settembre.
Il 17 novembre la band ha annunciato un tour chiamato "Give Me Your Shoulders Tour" in Nord America, Regno Unito ed Europa (con una tappa in Italia inizialmente prevista per il 5 maggio 2022 a Milano) con la prima data prevista per febbraio 2022. Il giorno dopo è stato rilasciato un nuovo singolo chiamato "Hot Tea", accompagnato da un video musicale rilasciato il 19 novembre.
Insieme al singolo, la band annunciò anche quello che originariamente doveva essere il secondo album della band, "Give Me Your Shoulders". L'album doveva essere diviso in due parti, la prima delle quali è stata rilasciata l'11 febbraio 2022, prima del tour in Nord America, Regno Unito ed Europa.
Il 1 aprile 2022, tramite i propri profili social, la band ha comunicato che il tour, per le date nel Regno Unito ed in Europa, sarebbe stato rimandato per "continue incertezze e problemi logistici".
Il 12 settembre 2022 la band ha annunciato che non ci sarebbe più stata la pubblicazione della seconda parte di Give Me Your Shoulders per favorire invece "qualcosa che va oltre". Con il rilascio di uno skit, "Night Swims (poem)", la band annuncia l'inizio di una "nuova era". Il 14 settembre la band ha pubblicato un teaser riguardante l'uscita di un nuovo singolo intitolato "Did I Make You Up?", successivamente rilasciato il 13 ottobre, accompagnato da un video musicale che termina con l'annuncio del secondo album in studio della band, Conditions of a Punk, con data d'uscita prefissata il 2 dicembre 2022. Conditions of a Punk contiene 18 tracce, comprese anche tutte le tracce della prima parte di Give Me Your Shoulders, già precedentemente rilasciate. "TIME 2" e "Night Swims (poem)" non compaiono in nessuno dei due album. Il giorno prima dell'uscita dell'album la band ha annunciato un tour, con nuove tappe e nuove date per le tappe precedentemente posticipate, in Nord America, Regno Unito ed Europa, iniziato a febbraio del 2023. Il 23 febbraio viene pubblicato un remix di "Nobody", traccia originalmente presente in Conditions of a Punk, con la partecipazione di Dodie. Il 15 marzo viene rilasciato il singolo "Beige", contenuto nel mixtape "C23" di Bose e NME con la partecipazione di altri 14 artisti.

## Stile e influenze
Lo stile della band è stato descritto come indie pop, pop, rock alternativo, dance-pop, rock elettronico ed elettropop, con elementi di R&B, funk e soul. Il gruppo ha citato film e psicologia, in particolare concetti junghiani e freudiani, da cui deriva il nome della band, come alcune delle loro influenze, insieme a Sufjan Stevens, Vulfpeck, Christine and the Queens, Kimbra, Emily King, Chance the Rapper, Tyler, the Creator e Twenty One Pilots. La band ha anche trattato temi riguardanti ansia e religione nelle loro canzoni. Taylor, in un'intervista con NBHAP, ha affermato che, mentre scrive le sue canzoni, mira a colpire il "punto debole tra testi astratti e riconoscibili", in cui gli ascoltatori possono immedesimarsi e interpretare i testi a modo loro.

## Formazione
- Joshua William "Josh" Taylor - voce (2016 – presente)
- Brett Kramer - batteria (2016 – presente)
- J. Tyler Johnson - basso (2017 – presente)

## Discografia

### Album in studio
- 2019 – Now, Not Yet
- 2022 – Conditions of a Punk

### Raccolte
- 2019 – *7

### EP
- 2017 – 3
- 2020 – In Florescence
- 2022 – Give Me Your Shoulders, Pt. 1

### Singoli
- 2021 – TIME 2
- 2022 – Night Swims (poem)
- 2023 – Nobody (con Dodie)
- 2023 – Beige
- 2023 – Subliminal

## Tournée

### Artisti principali
- 2019 – Tour senza nome
- 2019 – Now, Not Yet Tour
- 2022 – Give Me Your Shoulders North America Tour
- 2023 – Conditions of a Punk World Tour

### Artisti d'apertura
- 2021/22 – Takeover Tour (Twenty One Pilots)